# آبشار لور اسنیک
آبشار لور اسنیک (به انگلیسی: Lower Snake Falls) آبشاری است که در همیلتون (انتاریو)، کانادا واقع شده و ارتفاع کلی ریزشگاه آن ۵ متر (۱۶ فوت) است.